# Francisco Chimoio
Francisco Chimoio (Búzi, 6 dicembre 1947) è un arcivescovo cattolico mozambicano, dal 5 maggio 2023 arcivescovo emerito di Maputo.

## Biografia
Francisco Chimoio è nato il 6 dicembre 1947 nel villaggio di Búzi, provincia di Sofala e diocesi di Beira (oggi arcidiocesi), nella parte centrale dell'allora Africa Orientale Portoghese (oggi Repubblica del Mozambico).
Entrato nell'Ordine dei frati minori cappuccini nel 1967, ha emesso la professione solenne il 26 febbraio 1978. Ha ricevuto l'ordinazione sacerdotale il 9 dicembre 1979, presso la parrocchia di Macúti, per imposizione delle mani di Jaime Pedro Gonçalves, vescovo di Beira, tre giorni dopo aver compiuto trentadue anni.

### Ministero episcopale
Il 5 dicembre 2000 papa Giovanni Paolo II lo ha nominato, il giorno prima che compisse cinquantatré anni, vescovo di Pemba; è succeduto a Tomé Makhweliha, S.C.I., promosso alla sede metropolitana di Nampula il 16 novembre precedente. Ha ricevuto la consacrazione episcopale il 25 febbraio 2001, a Quelimane, per imposizione delle mani di Jaime Pedro Gonçalves, arcivescovo metropolita di Beira e che già lo aveva ordinato sacerdote, assistito dai co-consacranti Tomé Makhweliha, suo predecessore, e Bernardo Filipe Governo, O.F.M.Cap., vescovo di Quelimane. Ha preso possesso della diocesi durante una cerimonia svoltasi presso la Cattedrale di San Paolo a Pemba il 4 marzo seguente.
Il 22 febbraio 2003 papa Giovanni Paolo II lo ha promosso, cinquantacinquenne, arcivescovo metropolita di Maputo; è succeduto al settantottenne cardinale Alexandre José Maria dos Santos, dimissionario per raggiunti limiti d'età dopo ben ventisette anni di governo pastorale. In seguito ha preso possesso dell'arcidiocesi durante una cerimonia svoltasi presso la Cattedrale dell'Immacolata Concezione nella capitale mozambicana Maputo. Il 29 giugno successivo, giorno della solennità dei Santi Pietro e Paolo, si è recato presso la Basilica di San Pietro in Vaticano, dove il papa gli ha imposto il pallio, simbolo di comunione tra il metropolita e la Santa Sede.
Inoltre, ha ricoperto l'incarico di amministratore apostolico di Pemba dal giorno del suo trasferimento fino alla nomina del successore, avvenuta il 24 giugno 2004, nella persona del trentanovenne Ernesto Maguengue.
Nel 2007 hanno avuto un certo clamore le sue accuse per cui due paesi europei avrebbero infettato dei preservativi con il virus dell'HIV per "finire rapidamente il popolo africano".
Il 10 novembre 2015 è stato eletto presidente della Conferenza Episcopale del Mozambico, succedendo a Lucio Andrice Muandula, vescovo di Xai-Xai; ha ricoperto tale incarico per un triennio, venendo sostituito l'11 novembre 2018 nuovamente da monsignor Muandula.
Il 5 maggio 2023 papa Francesco ha accolto la sua rinuncia al governo pastorale dell'arcidiocesi di Maputo per raggiunti limiti di età; gli è succeduto l'arcivescovo coadiutore João Carlos Hatoa Nunes.

## Genealogia episcopale e successione apostolica
La genealogia episcopale è:
- Cardinale Scipione Rebiba
- Cardinale Giulio Antonio Santori
- Cardinale Girolamo Bernerio, O.P.
- Arcivescovo Galeazzo Sanvitale
- Cardinale Ludovico Ludovisi
- Cardinale Luigi Caetani
- Cardinale Ulderico Carpegna
- Cardinale Paluzzo Paluzzi Altieri degli Albertoni
- Papa Benedetto XIII
- Papa Benedetto XIV
- Papa Clemente XIII
- Cardinale Bernardino Giraud
- Cardinale Alessandro Mattei
- Cardinale Pietro Francesco Galleffi
- Cardinale Giacomo Filippo Fransoni
- Cardinale Carlo Sacconi
- Cardinale Edward Henry Howard
- Cardinale Mariano Rampolla del Tindaro
- Cardinale Rafael Merry del Val
- Arcivescovo Duarte Leopoldo e Silva
- Arcivescovo Paulo de Tarso Campos
- Cardinale Agnelo Rossi
- Vescovo Januário Machaze Nhangumbe
- Arcivescovo Jaime Pedro Gonçalves
- Arcivescovo Francisco Chimoio, O.F.M.Cap.

La successione apostolica è:
- Vescovo Elio Giovanni Greselin, S.C.I. (2009)
- Arcivescovo João Carlos Hatoa Nunes (2011)
- Vescovo António Juliasse Ferreira Sandramo (2019)